# Großkorbetha
Großkorbetha este o comună din landul Saxonia-Anhalt, Germania.